# Economidichthys pygmaeus
Economidichthys pygmaeus es una especie de peces de la familia de los Gobiidae en el orden de los Perciformes.

## Morfología
- Los machos pueden llegar a alcanzar los 5,1 cm de longitud total y las hembras 5.4.
- Número de vértebras: 28-31.[1][2]

## Reproducción
Tiene lugar en marzo y abril.

## Alimentación
Come invertebrados.

## Hábitat
Es un pez de Agua dulce, de clima templado y demersal. 

## Distribución geográfica
Se encuentra en Europa: oeste de Grecia.

## Estado de conservación
Sus principales problemas son la extracción de agua, la contaminación y la destrucción de su hábitat. 

## Observaciones
Es inofensivo para los humanos. 